# Margaret Drynan
Margaret Isobel Drynan (geb. Margaret Brown; * 10. Dezember 1915 in Toronto; † 18. Februar 1999 in Oshawa) war eine kanadische Organistin und Chorleiterin, Komponistin und Musikpädagogin.

## Leben
Zu den Musiklehrern Drynans zählten Arthur Benjamin, Madeline Bone, Michael Head, E. Kelvin James, Campbell McInnes, Molly Sclater und Healey Willan. Sie war 37 Jahre Mitglied des Kirchenchores der St. Mary Magdalene Church und sang jeweils vier Jahre lang bei den Tudor Singers und in Reginald Stewarts Toronto Bach Choir. Von 1950 bis 1953 war sie Organistin und Chorleiterin der Holy Trinity Church. 1953 gründete sie die Canterbury Singers of Oshawa, die sie bis 1968 leitete. 1960 wurde sie Direktorin der Oshawa Symphony Association. 1963 zählte sie zu den Gründungsmitgliedern des Oshawa District Council for the Arts, dessen Präsidentin sie von 1973 bis 1975 war.
Viele Jahre war sie Herausgeberin der kanadischen Ausgabe der Zeitschrift Diapason, selbst schrieb sie auch Beiträge u. a. für das Music Magazine. 1978 war sie unter den Gründern des Komitees für die Feier des 100. Geburtstages von Healey Willan und schrieb das Booklet der Veranstaltung. 1990 wurde sie Direktorin des Healey Willan Scholarship Committee. Von 1983 bis 1990 wirkte sie als Organistin und Chorleiterin an der St. Matthew’s Anglican Church.
Neben einer Missa brevis (1954) komponierte Drynan vier Operetten, Werke für Streicher, und um die 40 Lieder. Bekannt wurden Weihnachtslieder wie Songs for Judith, Including Me und Why Do the Bells of Christmas Ring? 1976 erhielt sie einen Ehrenpreis der Royal Canadian College of Organists, die Young Women’s Christian Association ehrte sie 1984 als Woman of Distinction in the Arts.

## Quelle
- Margaret Drynan. In:  Encyclopedia of Music in Canada. herausgegeben von The Canadian Encyclopedia (englisch, französisch).

| Personendaten    | Personendaten                                                               |
| ---------------- | --------------------------------------------------------------------------- |
| NAME             | Drynan, Margaret                                                            |
| ALTERNATIVNAMEN  | Drynan, Margaret Isobel (vollständiger Name); Brown, Margaret (Geburtsname) |
| KURZBESCHREIBUNG | kanadische Organistin und Chorleiterin, Komponistin und Musikpädagogin      |
| GEBURTSDATUM     | 10. Dezember 1915                                                           |
| GEBURTSORT       | Toronto                                                                     |
| STERBEDATUM      | 18. Februar 1999                                                            |
| STERBEORT        | Oshawa                                                                      |